# Johnnie van Gent
John Edward James van Gent, detto Johnnie (Johannesburg, 6 agosto 1930 – ...), è stato un pallanuotista sudafricano.
Ha fatto parte del Sudafrica che ha disputato il torneo di pallanuoto ai Giochi di Helsinki 1952.